# Символы Японии

Государственный флаг Японской империи (1870—1945)

Символы Японии — перечень символов государства, в том числе и исторических и их история. Среди наиболее известных — флаг, императорская печать и государственный гимн.
Японские символы являются одними из самых узнаваемых в мире. В период Японской империи существовал флаг Японской императорской армии и других японских организаций. Считается, что японский флаг является одним из самых известных символов страны, а вообще все символы страны являются одними из самых старых в Азии.

## Символы

### Современные символы Японии
- Современный японский флаг был принят в 1999 году, с принятием новой конституции[источник не указан 855 дней]. Он представляет собой красное солнце на белом фоне. Значение его цветов точно неизвестно, но есть версия, что цвета на флаге символизируют честность и свободу японского народа[источник не указан 855 дней].
- Императорская печать Японии — стилизованное изображение цветка хризантемы жёлтого цвета. Он стал официальным ещё во времена до нашей эры, но в то время гербом не считался[источник не указан 855 дней].
- Гимн Японии «Кими га ё» (яп. 君が代, часто переводится как «Царствование императора») — официальная музыка страны, которая была утверждена ещё во времена Японской империи. Сейчас он используется на торжественных мероприятиях Японии. Это древнейший в мире текст государственного гимна и самый короткий государственный гимн в мире.

### Другие символы
Флаг императорской армии Японии, наиболее известный как «Флаг Восходящего Солнца» является официальным символом японских вооружённых сил, и использовался ещё во времена Японской империи в 1934—1945 годах. Он представляет собой красное солнце с лучами того же цвета на белом фоне. Современная версия знамя была утверждена в 1997 году. В отличие от старой версии знамя, красное солнце было светлее.